# Roberto Sava
Roberto Sava (Belpasso, 2 novembre 1802 – Foligno, 5 ottobre 1880) è stato un medico, filosofo, naturalista e letterato italiano.

## Biografia
Lavorò per 15 anni come medico e nel 1864 gli venne conferita l'onorificenza di Cavaliere dell'Ordine dei SS.Maurizio e Lazzaro su proposta del Ministero dell'Agricoltura; collaborò inoltre alla quarta e quinta edizione della Nuova Enciclopedia Popolare Italiana.
Ha scritto circa 95 libri e il suo libro Sui pregi e Doveri dei medici, pubblicato nel 1845, è stato tradotto e pubblicato nello stesso anno in lingua inglese col titolo On the Deserts and Duties of the Physician. Nel 2009 gli è stato dedicato il libro Roberto Sava - La vita e l'opera di Agostino Prezzavento.
Dopo la morte, il paese natale di Belpasso, ha dedicato al suo ricordo la biblioteca comunale, istituita nel 1989; è intitolato al suo nome, inoltre, un premio di laurea.